# 韋爾特魯西

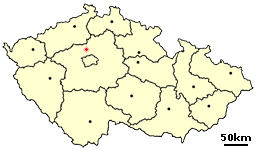

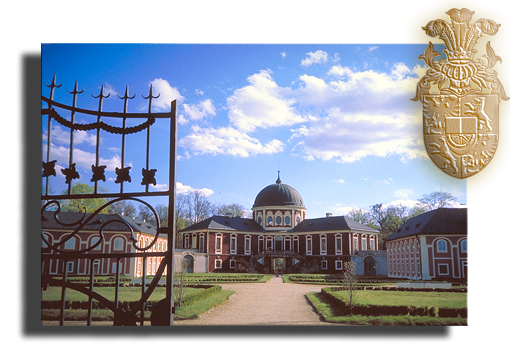

韋爾特魯西（捷克語發音：[ˈvɛltrusɪ]）是捷克的城鎮，位於該國北部，距離首都布拉格約25公里，由中波希米亞州負責管轄，面積8.01平方公里，海拔高度172米，2006年人口1,753。

## 外部連結
- Municipal website （页面存档备份，存于） (cz)
- Castle（页面存档备份，存于） (cz)

50°16′N 14°20′E / 50.267°N 14.333°E